# Wang Hee-Kyung
Wang Hee-Kyung (en coreano: 왕희경; 16 de julio de 1970) es una deportista surcoreana que compitió en tiro con arco, en la modalidad de arco recurvo.
Participó en los Juegos Olímpicos de Seúl 1988, obteniendo dos medallas, oro en la prueba por equipo y plata en individual. Ganó tres medallas en el Campeonato Mundial de Tiro con Arco al Aire Libre, en los años 1987 y 1989.

## Palmarés internacional
| Juegos Olímpicos                 | Juegos Olímpicos     | Juegos Olímpicos | Juegos Olímpicos |
| Año                              | Lugar                | Medalla          | Prueba           |
| -------------------------------- | -------------------- | ---------------- | ---------------- |
| 1988                             | Seúl (Corea del Sur) | Medalla de oro   | Equipo           |
| 1988                             | Seúl (Corea del Sur) | Medalla de plata | Individual       |
| Campeonato Mundial al Aire Libre |                      |                  |                  |
| Año                              | Lugar                | Medalla          | Prueba           |
| 1987                             | Adelaida (Australia) | Medalla de plata | Individual       |
| 1987                             | Adelaida (Australia) | Medalla de plata | Equipo           |
| 1989                             | Lausana (Suiza)      | Medalla de oro   | Equipo           |